# Louis-Philippe Ouimet
Pour les articles homonymes, voir Ouimet.
Œuvres principales
- Paul McCartney (2003)
- La Butte (2009)

Louis-Philippe Ouimet est un journaliste et auteur québécois né en 1977 à Montréal.

## Biographie
Louis-Philippe Ouimet commence sa carrière de journaliste professionnel à l’âge de 20 ans. À la fin des années 1990, il anime des émissions radiophoniques à CJRB et à CISM (89,3 FM) avec l'acronyme Lpô. Il travaille aussi devant la caméra au Canal Vox et à Télévision Quatre Saisons. Il s’illustre à l’époque en travaillant comme critique/chroniqueur culturel au défunt site web icimontreal.com, qui a été éventuellement[Quoi ?] avalé par Canoë.
Il complète un baccalauréat en science politique et une biographie de Paul McCartney aux Éditions Québecor avant de quitter le Québec pour travailler à la télévision de Radio-Canada à Winnipeg de 2002 à 2006. Grand admirateur des plaines de l'Ouest canadien, le journaliste écrit deux romans, un essai et une nouvelle pendant son passage au Manitoba.
Louis-Philippe Ouimet est revenu habiter à Montréal en 2006. Il travaille comme journaliste à la télévision de Radio-Canada et au RDI. En 2011, il se joint à l’équipe du Téléjournal week-end avec Pascale Nadeau. Il a réalisé au fil des ans près de 1300 reportages[réf. nécessaire]. Plus récemment on lui doit un reportage fortement critiqué   sur les méthodes pédagogiques utilisées par le comédien/professeur Gilbert Sicotte  . Le 16 novembre 2017, Le directeur général de l’information de Radio-Canada a justifié  la décision de mettre en ondes le reportage de Lpô : « La question centrale était de déterminer s’il était d’intérêt public de diffuser ces informations. Nous le croyons, écrivait M. Cormier. L’intérêt public est d’autant plus pertinent que le Conservatoire est une institution publique subventionnée par le gouvernement ».  L'ombudsman de la Société Radio-Canada a d'ailleurs eu à faire face à un nombre record de plaintes à la suite de ce reportage.

## Œuvre
Roman urbain, Le Paradis n° 202 (Éditions des Plaines, 2004), inspire une nouvelle génération d'immigrants à Winnipeg. Il publie en novembre 2005 aux Éditions du Petit Hippias un essai sur l'artiste franco-manitobain Marcien LeMay. Louis-Philippe Ouimet lance en 2009 un autre roman, La Butte publié aux Éditions du Blé (Manitoba).
Il est récipiendaire d'une bourse du Conseil des arts du Canada et du Conseil des arts du Manitoba.

## Œuvre littéraire
- Paul McCartney, biographie, Les Éditions Québecor, 2003 ; 2e édition, Les Éditions Québecor, 2010
- Le Paradis no 202, roman, Les Éditions des Plaines, 2004
- Marcien LeMay, l'art de se réinventer, essai, Les Éditions du Petit Hippias, 2005
- La Butte, roman, Les Éditions du Blé, novembre 2009
- Sillons : hommage à Gabrielle Roy, collectif, Les Éditions du Blé, novembre 2009

## Couverture médiatique / liens externes
- http://www.plaines.mb.ca/biographies/bio_Louis_Philippe_Ouimet.html
- http://ble.avoslivres.ca/auteur/?id=3818